# Удари по Харкову 25 травня 2024 року
Авіаудари по Харкову 25 травня 2024 року були завдані російською армією чотири рази. Зранку ЗС РФ вдарили по ліцею, згодом двома керованими авіабомбами УМПБ Д-30СН був уражений будівельний гіпермаркет. Ще два влучання бомб: на відкритій території за 80 м від гіпермаркету та в Центральному парку, останні дві бомби не вибухнули. Ввечері росіяни вдарили по щільній житловій забудові Шевченківського району міста.
Загинули 19 людей, поранено 54 людини.

## Передісторія
Після початку російського вторгнення в Україну Харків неодноразово обстрілювався російською армією. У 2022 році росіянам не вдалося окупувати місто, та за два роки вони знову почали намагатися його захопити.
Раніше росіяни повністю зруйнували шість ТЦ «Епіцентр» у Бучі, Нікополі, Маріуполі, Харкові, Херсоні та Чернігові.
23 травня росіяни обстріляли український Харків 15 ракетами — вбили 7 людей, поранили 21 людину, спалили 50 тисяч книг внаслідок влучання у типографію.

## Перебіг подій

### Удар по ліцею та машинах
О 00:35 та о 00:47 25 травня війська РФ ударили ракетами С-300 по Слобідському району Харкова та зруйнували частину ліцею, а також пошкодили 31 автомобіль.

### Удар по торговому центру

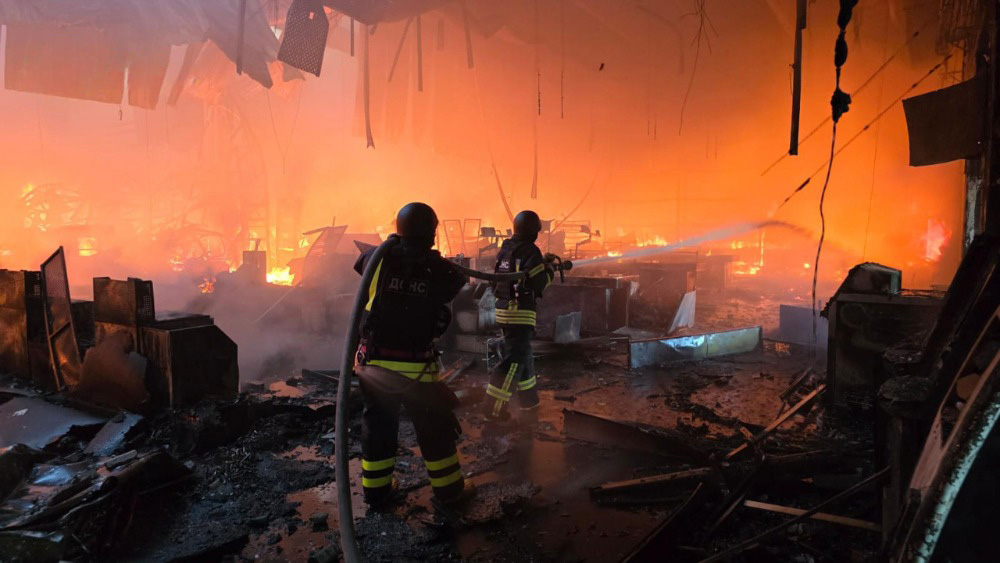
Гасіння пожежі

О 16:00 росіяни поцілили трьома авіабомбами УМПБ Д30-СН із Бєлгородської області Росії по Київському району Харкова. Один нерозірваний боєприпас УМПБ Д30-СН упав за 80 м до гіпермаркета. Дві керовані авіабомби УМПБ Д-30СН влучили по будівельному гіпермаркету. ТЦ «Епіцентр» на вулиці Героїв Праці був повністю зруйнований. Через бомбардування почалася пожежа на площі 15 000 м2. До 17:45 пожежу вдалося локалізувати.

### Удар по Центральному парку культури та відпочинку
О 17:00 ЗС РФ поцілили керованою авіабомбою в центральний парк культури та відпочинку. КАБ влучила поблизу спортивного майданчика та не вибухнула. Її розмінували українські рятувальники.

### Удар по щільній житловій забудові

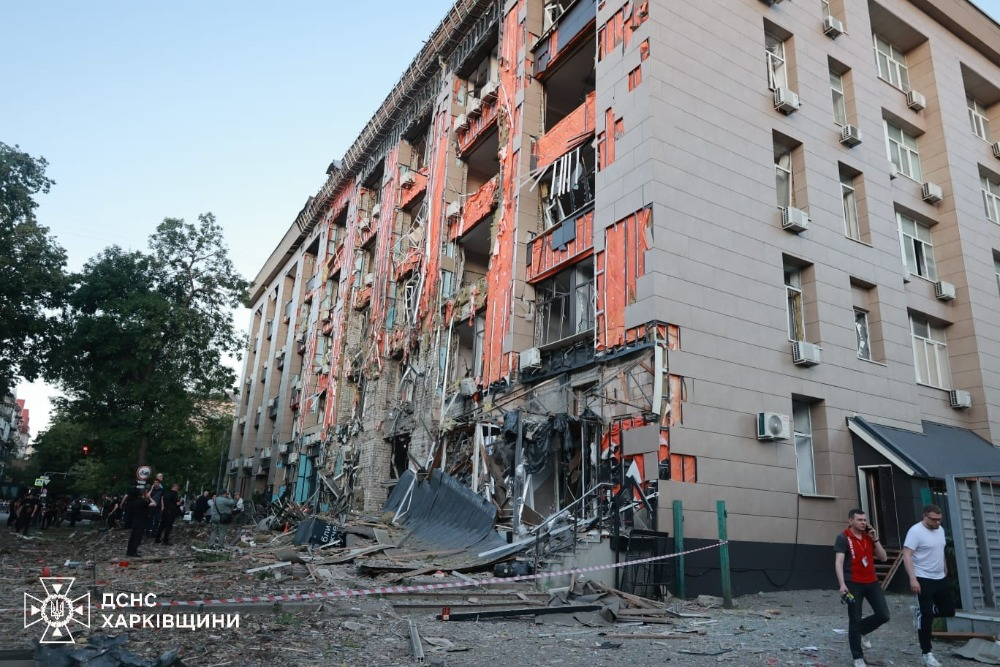
Руйнування в житловому масиві Харкова

О 19:00 росіяни вдарили по щільній житловій забудові ракетою С-300 або С-400 та поранили 18 людей, серед них 13-річний хлопчик.

## Наслідки
Загинули 19 людей, серед них 12-річна дівчинка та 17-річний юнак, поранено 54 особи, серед них 13-річний хлопець у важкому стані. Зруйновано будівельний гіпермаркет «Епіцентр». Через російське бомбардування почалася пожежа на площі 15 000 квадратних метрів. 11 співробітників «Епіцентру».
У 80 м від атакованого ТЦ знайдено нерозірваний боєприпас УМПБ Д30-СН, який не долетів і не вибухнув. Адже за інших обставин жертв було б ще більше.
29 травня пошуково-рятувальні роботи у гіпермаркеті було завершено.
26 червня 2024 за підрахунками Держекоінспекції, збитки через викиди шкідливих речовин у повітря становили 4,22 млн грн, а внаслідок забруднення земельних ресурсів після руйнування гіпермаркету — 855,9 млн грн.

## Завершення пошукових робіт
29 травня міністр внутрішніх справ повідомив про завершення пошукових заходів на місці трагедії.

## Реакція
Президент України Зеленський зазначив: 
Цей удар по Харкову — черговий вияв російського божевілля. Ніяк інакше це назвати просто не можна. Тільки такі божевільні, як Путін, здатні вбивати та тероризувати людей так підло. Вже відомо, що поранені, є загиблі. Мої співчуття рідним та близьким. Кожному, хто постраждав, буде надана необхідна допомога.
ООН вважає удари «цілком неприйнятними».
Російські ЗМІ визнали удар по Харкову, заявивши, що у ТЦ українські військові влаштували «військовий склад».

## Вшанування пам'яті
27 травня 2024 року в Харкові оголошено Днем жалоби на знак скорботи за масовими жертвами російських обстрілів. В цей день РФ ударила з авіації по кондитерській фабриці та виробництву сільгосптехніки в Харкові: поранень дістали щонайменше 12 людей, загинула жінка.

## Розслідування
30 січня 2025 року Служба безпеки України встановила особи чотирьох російських генералів, які наказали вдарити по гіпермаркету Епіцентр у Харкові. Встановлено, що наказ здійснити авіаудар по Харкову віддав командувач угруповання Північ збройних сил РФ генерал-полковник Олександр Лапін. Після цього начальник штабу цього угруповання генерал-лейтенант Валерій Солодчук організував підготовку плану повітряної атаки. Також до планування та здійснення ворожого бомбардування було залучено ще трьох підлеглих Лапіна, а саме:
- командувача 6-ю армією військово-повітряних сил та протиповітряної оборони РФ генерал-лейтенанта Олега Маковецького;
- начальника штабу 6-ї армії військово-повітряних сил РФ генерал-майора Юрія Подоплєлова[29];
- командира 47-го бомбардувального авіаційного полку 6-ї армії військово-повітряних сил РФ полковника Олексія Лободу[30].

Для здійснення ворожого удару росіяни підняли у повітря бомбардувальники Су-34, які здійснили запуск по гіпермаркету трьох авіабомб УМПБ Д-30СН. Дві з них влучили у будівлю, ще одна — впала поблизу торговельного центру і не вибухнула.